# Gburekspitzen
Gburekspitzen är en bergstopp i Antarktis. Den ligger i Östantarktis. Norge gör anspråk på området. Toppen på Gburekspitzen är 1 059 meter över havet.
Terrängen runt Gburekspitzen är varierad, och sluttar västerut. Trakten är obefolkad. Det finns inga samhällen i närheten.